# Equècrates de Tessàlia
Equècrates (en llatí Echecrates, en grec antic Ἐχεκράτης), nascut a Tessàlia, va ser una de les persones que els ministres de Ptolemeu IV Filopàtor, quan preparaven la guerra contra Antíoc III el Gran (219 aC) van demanar de reclutar tropes, organitzar-les i preparar els subministraments. Va rebre el comandament dels soldats grecs de Ptolemeu i de la cavalleria de mercenaris, i es va distingir a la batalla de Ràfia (217 aC) i en altres combats, segons diu Polibi.